# Schöntheil Richárd
Schöntheil Richárd (Csóka, Torontál vármegye, 1874. július 30. – Budapest, 1944. december 22.) építészmérnök.

## Életútja
Schöntheil Móric Joachim orvos és Groszmann Adél fiaként született. Az 1870-es évek második felében Kőbányán telepedtek le. 1892-ben érettségizett az V. kerületi  Magyar Királyi Állami Főreáliskolában. 1893-tól folytatott építészeti tanulmányokat a Magyar Királyi József Műegyetemen, diplomáját 1896-ban szerezte meg. Steindl Imre vezetésével részt vett a gyulafehérvári székesegyház műemléki felmérésében. A helyszínen készített tollrajzait az Ezredéves Kiállítás alkalmából bemutatták.
Korai időszakában, közel hét évig Láng Adolfnak dolgozott. Művezető volt főnöke fővárosi és vidéki építkezéseinél, például a tordai Vigadónál és Posta és Pénzügyi Palotánál. 1902. február 27-én Budapesten, Ferencvárosban feleségül vette Gunst Sarolta Erzsébetet, Gunst Zsigmond és Fischer Amália leányát. Ebből a házasságból három gyermekük született: Juliánna (élt 7 évet), Lilla Amália (akit 1929-ben feleségül vett Lakatos Kálmán győri építész) és Gábor, aki később apja nyomdokaiba lépett.
1908-ban megalapította a Kőbányai Egyesült Építőiparosok - Schöntheil és Társai közkereseti társaságot. 1911-ben feleségével megvásárolták a X. ker. Martinovics tér 4/a. számú telket, ahol 1913-ra felépítették saját házukat, ahol az építész műterme is helyet kapott. 1913-ban tagja volt a Therapia fürdő és gőzmosó részvénytársaság igazgatóságának.
Harcolt az I. világháborúban. A magyar királyi budapesti 1. népfölkelő ezred főhadnagya volt.
A háború után elhagyta Kőbányát. 1921 és 1924 között Nagy Istvánnal közös vállalkozást működtetett, melynek irodája a VII. ker. Sajó utca 5/a., építőanyag telepe pedig az I. ker. Palota (ma Szent György) tér 1. szám alatt volt. Ebben az időszakban az XI. ker. Villányi út 10. szám alá költözött. 1928-ban már a Villányi út 10. szám alatt működött önálló irodája. Felesége 1933. október 13-án elhunyt. 1937. március 21-én Budapesten, a Józsefvárosban házasságot kötött a nála kilenc évvel fiatalabb, bonyhádi születésű Szuttner Etelkával, Szuttner György és Kovács Katalin lányával.
70 éves korában hunyt el a XII. ker. Kék Golyó utca 26. szám alatti otthonában. Halálát – a halotti anyakönyvi bejegyzés szerint – szívizomelfajulás, érelmeszesedés okozta.
Kőbányán több épületet tervezett, a zsinagóga is az ő műve.
Első házasságából született fia, Simó (Schöntheil) Gábor (1908 – 1944) szintén építész volt.

## Épületei
| Sorszám | Cím                                    | Leírás                                         | Építés éve | Kép |
| ------- | -------------------------------------- | ---------------------------------------------- | ---------- | --- |
| 1.      | X. Cserkesz utca 7-9.                  | Mindenki Temploma (egykori kőbányai zsinagóga) | 1911       |     |
| 2.      | II. Pázsit utca 6.                     | Villa (lebontva)                               |            |     |
| 3.      | VII. Névtelen utca 1797/a.             | Lakóház                                        |            |     |
| 4.      | X. Állomás utca 4.                     | Fried Jeromiás-villa                           | 1904       |     |
| 5.      | X. Állomás utca 18.                    | Csáky Ferenc villája                           | 1905-1906  |     |
| 6.      | X. Bánya utca 2. – Kolozsvári utca 25. | Lakóház                                        |            |     |
| 7.      | X. Martinovics tér 4/A.                | Schöntheil-ház, az építész műtermével          | 1911       |     |
| 8.      | X. Hölgy utca 16.                      | Lőwy Károly gabonakereskedő egykori otthona    | 1905-1906  |     |
| 9.      | X. Hölgy utca 32.                      | Lakóház, Schöntheil újította meg homlokzatát   | 1887       |     |
| 10.     | X. Petrőczy utca 23. – Márga utca 20.  | Lakóház                                        | 1906 körül |     |
| 11.     | X. Petrőczy utca 24. – Márga utca 22.  | Lakóház                                        | 1909       |     |
| 12.     | X. Petrőczy utca 26. – Márga utca 15.  | Lakóház                                        | 1909       |     |
| 13.     | X. Márga utca 26.                      | Lakóház                                        | 1909       |     |
| 14.     | X. Márga utca 28. – Óhegy utca 21/b.   | Lakóház                                        | 1909       |     |
| 15.     | XI. Mohai út 24.                       | Lakóház                                        |            |     |
| 16.     | XI. Kelenhegyi út 22.                  | Villa (lebontva)                               |            |     |

Abonyi utca 8., Rákos József úr és neje bérháza, Schöntheil Richárd, 1928–1929

## Publikációja
Kilenc nap a Balaton körül. (Útleírás, fiának, Gábornak ajánlva) Első Kőbányai Nyomda, Budapest, 1908